# Clausen-Gletscher
Der Clausen-Gletscher ist ein schmaler Gletscher im westantarktischen Marie-Byrd-Land. Er fließt vom Gipfel des Mount Takahe in nordöstlicher Richtung und endet unmittelbar westlich des Knezevich Rock.
Der United States Geological Survey kartierte ihn anhand eigener Vermessungen und mithilfe von Luftaufnahmen der United States Navy aus den Jahren von 1959 bis 1966. Das Advisory Committee on Antarctic Names benannte ihn 1975 nach dem dänischen Chemiker und Glaziologen Henrik B. Clausen von der Universität Bern, der im Rahmen des United States Antarctic Research Program von 1969 bis 1970 auf der Byrd-Station tätig war.